# Merelbeke
Merelbeke és un municipi belga de la província de Flandes Oriental a la regió de Flandes.

## Seccions
| #   | Nom         | Extensió | Població 31/12/2009 |
| --- | ----------- | -------- | ------------------- |
| I   | Merelbeke   | 14,99    | 16.684              |
| II  | Bottelare   | 3,02     | 1.839               |
| III | Lemberge    | 4,20     | 1.003               |
| IV  | Melsen      | 3,72     | 1.402               |
| V   | Munte       | 5,10     | 587                 |
| VI  | Schelderode | 5,78     | 1.589               |

Font: www.merelbeke.be

## Evolució demogràfica
- Font:NIS
- 1965: annexió de Lemberge (+4,20 km² i 515 habitants)
- 1977: annexió de Bottelare, Melsen, Munte i Schelderode; integració de Zwijnaarde, Zevergem i Vurste; cessió de Merelbeke a Gant, de Melsen i Schelderode a De Pinte (+17,60 km² i 4.685 habitants)

## Situació
| - a. Melle - b. Gontrode (Melle) - c. Landskouter (Oosterzele) - d. Moortsele (Oosterzele) - e. Scheldewindeke (Oosterzele) - f. Baaigem (Gavere) - g. Gavere | - h. Vurste (Gavere) - i. Zevergem (De Pinte) - j. Zwijnaarde (Gant) - k. Gant - l. Ledeberg (Gant) - m. Gentbrugge (Gant) |